# Christophe Dumaux
Christophe Dumaux (ur. 1979) – francuski śpiewak operowy (kontratenor).
Początkowo uczył się gry na wiolonczeli, potem uczył się śpiewu u Noëlle Barker i Jamesa Bowmana oraz w Conservatoire National de Région de Paris i Conservatoire National Supérieur de Musique. Na scenie operowej zadebiutował w wieku 21 lat na festiwalu w Montpellier w lipcu 2002 partią Eustazia w operze Rinaldo G.F. Händla pod dyrekcją René Jacobsa. W ramach tej produkcji wystąpił również na festiwalu w Innsbrucku i w berlińskiej Staatsoper. W kwietniu 2003 nakładem wydawnictwa Harmonia Mundi ukazała się płyta z tymi nagraniami. W 2003 zadebiutował w Stanach Zjednoczonych w ramach Spoleto Festival w Charleston śpiewając tytułową rolę w operze Händla Tamerlano.
W 2009 roku wystąpił w Polsce. 18 grudnia w ramach krakowskiego cyklu Opera Rara zaśpiewał partię Goffreda w Rinaldzie G.F. Händla pod dyrekcją Ottavia Dantone.

## Dyskografia
- Handel: Rinaldo (Vivica Genaux, Christophe Dumaux, Miah Persson, James Rutherford, Inga Kalna, Lawrence Zazzo, Dominique Visse;Freiburg Baroque Orchestra, dyr. René Jacobs) CD, 2003. Wytwórnia: Harmonia Mundi.
- Handel: Orlando (Christophe Dumaux, Elena de la Merced, Jean Michel Fumas, Rachel Nicholls, Alain Buet, La Grande Ecurie et la Chambre du Roy, dyr. Jean-Claude Malgoire, CD, 2008, Wytwórnia: K617, K617221/3
- Handel: Giulio Cesare (Sarah Connolly, Christopher Maltman, Patricia Bardon, Christophe Dumaux, Angelika Kirchschlager, Danielle De Niese, Rachid Ben Abdeslam;Orchestra of the Age of Enlightenment dyr. William Christie, Glyndebourne Festival Chorus), DVD, 2006. Wytwórnia: BBC/Opus Arte.
- Pergolesi: Septem verba a Christo in cruce moriente prolata (Sophie Karthäuser, Christophe Dumaux, Julian Behr, Konstantin Wolff, Akademie für Alte Musik Berlin, dyr. René Jacobs) CD, 2013, Wytwórnia: Harmonia Mundi, HMC 902155.